# Barranc de la Font de la Veça
El barranc de la Font de la Veça (grafiat de vegades, per error, de la Font de la Bessa), és un barranc del terme de Sant Esteve de la Sarga, a la zona d'Alzina.
Es forma a 1.354 m. alt., al Serrat Alt del Montsec d'Ares, al nord-est de la Cova de la Veça. Des d'allí baixa cap al nord-est, travessant el Montsec d'Alzina va a abocar-se en el barranc del Bosc.